# Stat

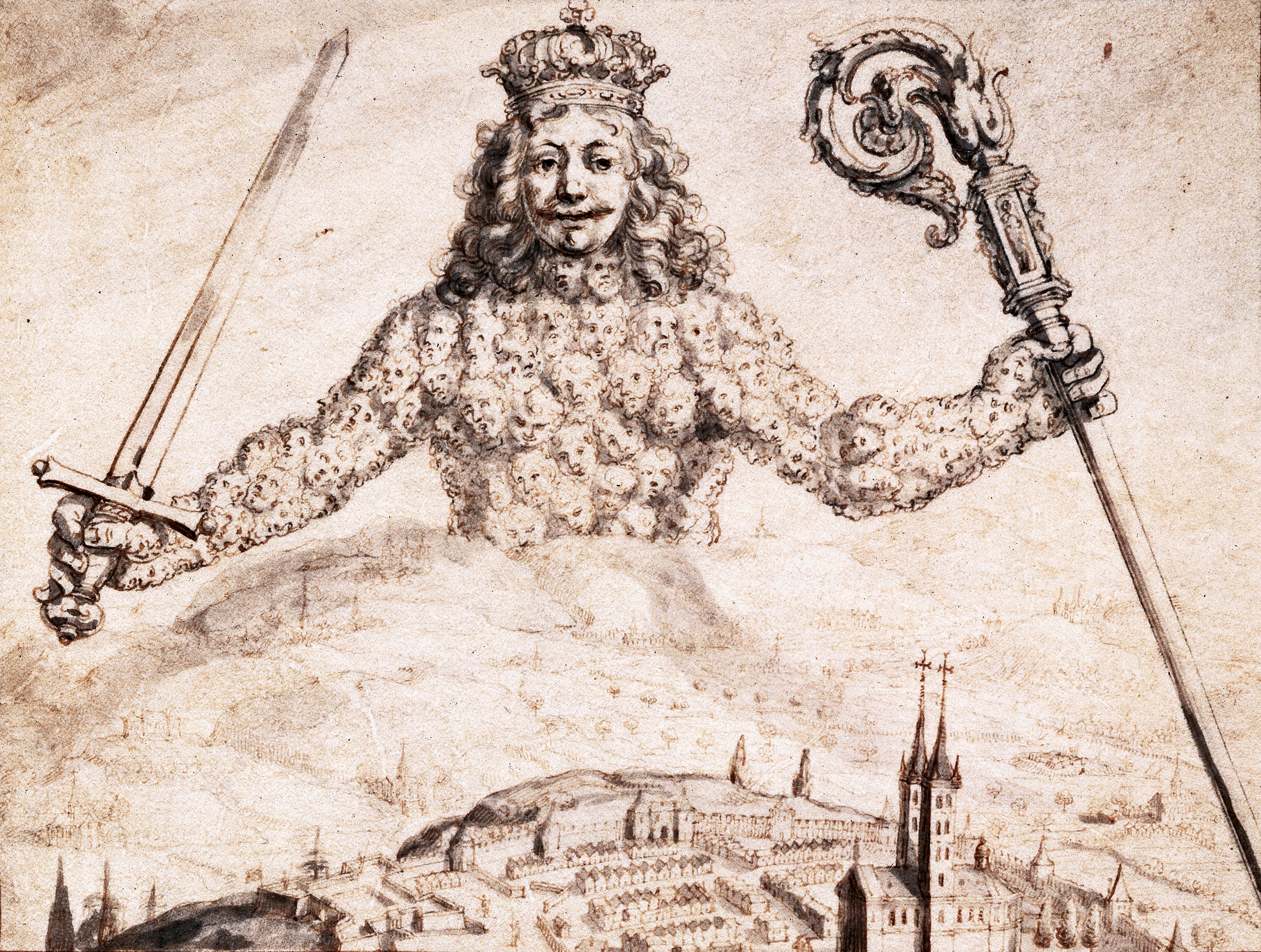
Statul imaginat ca Leviatanul lui Hobbes.

Statul este organizația care deține monopolul asupra unor servicii pe un teritoriu delimitat de frontiere. Statul este titular al suveranității și personifică din punct de vedere juridic națiunea. Din punct de vedere social, statul nu trebuie confundat cu societatea, el fiind o instituție separată care poate să reflecte mai mult sau mai puțin interesele societății. O teorie pe deplin satisfăcătoare despre stat nu există nici în acest moment, dezbateri despre natura, formele, funcțiile statului existând și astăzi în cercurile specialiștilor din variatele domenii (politologie, drept, sociologie, filozofie) care cercetează și analizează viața socială.

## Istoric
Discuții despre ce este, despre ce ar trebui să fie și în ce fel ar trebui să acționeze statul pot fi identificate încă din antichitate, chiar dacă nu era utilizat termenul de stat, el fiind originar în perioada modernă. Articularea unor teorii coerente despre stat pot fi întâlnite în discursul gânditorilor din Grecia antică. Timp de milenii a fost acceptată, oarecum apriori, ideea că statul trebuie să asigure nevoile cetățenilor, să urmărească un bine public și să fie implicat în atingerea intereselor comunității pe care o reprezintă.
O analiză importantă în evoluția teoriilor despre stat, considerată o adevărată teorie a statului, este Principele lui Machiavelli.
Începând cu secolul XIX, mai exact prin teoriile liberale, aceste concepții sunt puse în discuție și primesc o nouă interpretare, iar acolo unde guvernările sunt de tip liberal aceste noi concepții sunt puse și în practică.

## Definirea statului
Statul, o noțiune abstractă des utilizată în trecut, dar mai ales în contemporaneitate, a fost definit în diverse feluri de către o largă categorie de specialiști și nespecialiști. Statul este analizat de către mai multe discipline din cadrul științelor sociale, printre acestea numărându-se: științele politice, filozofia, sociologia, etc. O perspectivă de ansamblu asupra acestor definiri este oferită prin împărțirea acestora în definiții organizaționale și definiții funcționale.

### Definire organizațională
Din punct de vedere organizațional, statul este privit ca o sumă de instituții de guvernare și are cinci caracteristici principale, enumerate mai jos. Aceste caracteristici nu sunt prezente în toate statele, mai ales dacă avem în vedere diversele forme statale anterioare statelor moderne. Un alt aspect care trebuie menționat este că prin definirile organizaționale nu este urmărită aprecierea legitimității statului sau a instituțiilor care îl compun, precum nici opinia indivizilor despre o eventuală legitimitate a statului.
1. Statul este un ansamblu de instituții distinct de restul societății, care creează sfere publice și sfere private.
2. Din punct de vedere al autorității, statul este o putere supremă și suverană, precum și legislativă într-un anumit teritoriu. Pentru a-și putea exercita aceste forme de manifestare a puterii, statul are monopolul asupra forței.
3. Statul își exercită puterea printr-un aparat birocratic.
4. Statul ca entitate se distinge de funcționarii care ocupă anumite funcții la un moment dat în aparatul său birocratic și, din acest punct de vedere, statul are suveranitate și asupra acestora. Prin funcționari se înțelege orice demnitar, inclusiv președintele, prim-ministrul, miniștrii, etc.
5. Statul are puterea de a impune și de a colecta taxe de la populație.

### Definire funcțională
Definirea funcțională subliniază ideea că statul este o sumă de instituții care îndeplinesc un anumit scop sau obiectiv. Principala distincție dintre acestă definire și cea anterioară constă în faptul că statul poate fi identificat cu o instituție sau organizație care îndeplinește una din funcțiile statului. Un alt punct care deosebește definirea funcțională de cealaltă este aprecierea statului prin consecințele acțiunii sale, cea mai comună fiind stabilizarea socială în interiorul teritoriului controlat de acesta.

## Rolul statului

### Funcțiile statului
Din punct de vedere formal, statul are mai multe funcții:
- politice - statul trebuie să mențină ordinea socială internă și să-și apere în caz de necesitate teritoriul național;
- juridice - făcând referire la îndatoririle legislative, executive și judecătorești ale statului;
- sociologice - făcând referire la constrângerea socială și la activitatea de convingere a cetățenilor în legătură cu compatibilitatea dintre interesele lor personale și cele generale ale statului.

### Atribute ale statului
Statul este singura autoritate capabilă să bată monedă, având intenția păstrării ordinii în cadrul schimburilor economice. Așadar, statul reprezintă unica autoritate capabilă să calculeze în mod corespunzător cantitatea de bani care necesită creată, ținând cont de factori precum suma prețurilor mărfurilor și serviciilor aflate în posesia populației

### Statul și economia mondială
În economia mondială, statul reprezintă actorul economic principal. Cu toate că alți jucători ai economiei internaționale, precum corporațiile și organizațiile neguvernamentale au căpătat un rol din ce în ce mai important (în special după al Doilea Război Mondial), statul continuă să reprezinte principalul pilon de putere economică.

## Tipuri de state
1. Stat unitar - un singur guvern ce își exercită activitatea asupra întregului teritoriu
2. Stat federal - compus din mai multe state nesuverane cu o conducere centrala (SUA)
3. Stat confederal - format din state suverane

## Stat de drept
Noțiunea Stat de drept este, în general, utilizată pentru a sublinia diferențele existente între regimurile democratice și regimurile autoritare (dictatoriale). În teoria politică, prin stat de drept se înțelege un stat bazat pe o ierarhie a normelor generatoare de ordine juridică. În statul de drept, statul este garantul libertăților și drepturilor individuale, totodată, asigurând securitatea internă și externă a cetățenilor prin instituții democratice. Instituția superioară căreia i se subsumează alte legi și norme este Constituția. Din perspectiva statului de drept, Constituția - ca normă superioară - este o expresie a cetățenilor și reprezintă puterea populară. Prin mecanismele democratice de control prevăzute într-un stat de drept este asigurată conformitatea normelor inferioare cu cele superioare.

## Statul privit de diverse ideologii
În accepțiunea contemporană raportarea diverselor ideologii la problema statului aduce în discuție noțiunea de sferă de influență a statului. 
Au fost conturate două astfel de sfere. Prima accentuează rolul statul în crearea unui cadru social - legalitatea, ordinea, securitatea teritoriului față de agresori externi, susținerea unor valori morale tradiționale fiind principalele caracteristici ale a statului. A doua sferă are în vedere intervenția statului în economia statului, reglementarea sau intervenția în factorul de producție, implicarea acestuia în problema proprietății (inclusiv în proprietatea privată), susținerea redistribuirii veniturilor și a unor principii diferite de cele ale economiei de piață, folosite în asigurarea unor bunuri și a unor servicii.

### Viziunea liberală despre stat
Ideea generală a liberalismului din care decurge întreaga sa argumentare împotriva implicării statului în binele concret este libertatea individuală. Liberalismul susține că fiecare individ este capabil să-și urmărească propriul scop în viață și să acționeze în funcție de resursele de care dispune pentru a-și îndeplini dorințele. Statul nu trebuie să-și propună asigurarea fericirii tuturor cetățenilor și, de altfel, nici nu ar putea să ducă la îndeplinire acest deziderat, spun liberalii. Ceea ce poate asigura statul este un climat bazat pe reguli formale (instituționale), iar în acest climat individul trebuie să aibă posibilitatea să-și ducă la îndeplinire propriile dorințe și proiecții asupra viitorului său, în funcție de capacitățile și resursele deținute.
Cadrul formal amintit are o reprezentare în planul economic prin economia de piață. Conform viziunii liberalismului acest gen de economie este singurul capabil să ofere libertatea individului, necesară urmării interesului personal. În această ecuație, statul trebuie să se implice doar pentru a asigura anumite reguli ale jocului, care să fie identice pentru toți cei care formează societatea. Din acest motiv pentru liberalism statul este un arbitru care veghează la respectarea regulilor jocului, iar dacă aceste reguli nu sunt respectate să apeleze la constrângeri pentru a impune respectarea legilor. În viziunea liberală aceste premise au ca rezultat pentru individ libertatea, utilă în urmărirea propriului scop. Singura îngrădire a libertății individului apare atunci când individul recurge la încălcarea libertății celorlalți pentru satisfacerea propriilor nevoi. În acest sens, J. S. Mill afirmă că este autorizată subordonarea spontaneității individuale unui factor extern, cum este statul, numai atunci când acțiunile unui individ aduc atingere celorlalți.
Respingerea implicării statului în problemele concrete ale societății este susținută și prin rezultatele pe care le-ar putea avea o astfel de acțiune. Bunăoară, Friedrich Hayek, în Drumul către servitute, analizează această problemă și ajunge la concluzia că, dacă statul imaginează și impune tot felul de legi care să prevadă cazuri particulare și concrete, rezultatul este unul singur: abuzuri sistematice. Prin urmare, spune Hayek, statul trebuie să formuleze reguli și legi suficient de generale (opuse ordinelor speciale), astfel încât să funcționeze în împrejurimi care să nu poată fi prevăzute în detaliu. Dacă printr-o anumită lege imaginată de stat pot fi făcute previziuni detaliate asupra efectelor acesteia, respectiva lege se transformă într-un instrument prin care statul obligă indivizii să se îndrepte spre obiectivele fixate de acesta.

### Viziunea anarhistă despre stat
Apărut în secolul XIX, anarhismul nu s-a bucurat de o prea mare susținere de-a lungul timpului, existând în rândul gânditorilor un oarecare consens în ceea ce privește nevoia unei guvernări. Chiar dacă aplicarea lui în realitățile sociale este destul de dificilă, ca doctrină și ca exercițiu teoretic, anarhismul este necesar, căci este răspunsul negativ la întrebarea: Trebuie să existe stat ?. Printre susținătorii acestei doctrine se numără Stirner, Proudhon, Bakunin, toți trei oferind propriile temeiuri pentru care o dezordine rezultată din lipsa unei autorități politice este preferabilă unei puteri instituționalizate. Ca doctrină, anarhismul a apărut ca reacție împotriva teoriei statului minimal, acesta fiind perceput de anarhiști ca o entitate care nu se îngrijește de nevoile propriilor cetățeni.. Principalele direcții dinspre care au fost atacate teoriile care susțin statul pot fi exprimate prin două idei: orice stat este tiranic, el împiedică libera exprimare socială a individului sau, din contră, statul este pasiv față de nevoile individului.
Proudhon consideră statul o întreprindere care are ca obiect de activitate jefuirea cetățenilor de o parte din munca lor. Pentru îndeplinirea acestui scop aceasta se folosește de: bir, taxă, impozit, etc. Prin aceste acțiuni Proudhon acuză statul și pe reprezentații acestuia, guvernanții, de impunerea propriei voințe, iar acest aspect are ca efect anularea libertății individului.
Bakunin încearcă să demonteze idea necesității statului prin sublinierea caracterului de constrângător al acestuia. Deoarece statul este forță, ordin și constrângere, Bakunin consideră că statul nu are nicio legitimare pentru existența sa. Chiar dacă acțiunea statului poate apărea ca având scopul urmăririi unui bine public, acest bine public se transformă în ceva rău, deoarece este impus și, deci, contravine libertății individului.

### Viziunea de stânga despre stat
Marxismul, ca doctrină de stânga, împrumută o parte din ideile anarhiste despre stat. Karl Marx accentuează ideea anarhiștilor conform căreia statul este un instrument de lupta de clasă, el reprezentând interesele clasei aflate la guvernare și nu interesele cetățenilor, în schimb trece în umbră ideea acestora despre libertatea absolută a indivizilor. Doctrina marxistă susținea nevoia implicării statului în acțiuni care să compenseze lipsa de resurse a celor defavorizați, prin redistribuire veniturilor. Spre deosebire de anarhism, marxismul proclama necesitatea existenței statului, dar cu o transformarea acestuia din reprezentant al unei minorități, adică a celor privilegiați, în reprezentant al majorității defavorizate și lipsite de resurse. Toate acestea fiind necesare pentru a putea îndeplini un ideal al indivizilor, conform marxismului, și anume egalitatea pe toate planurile: politică, juridică, socială, economică.
Social-democrația ca doctrină reprezintă o evoluție a teoriilor de stânga din secolul al XIX-lea. Diferența majoră dintre teoriile social-democrate și, bunăoară, cele marxiste în ceea ce privește imaginarea statului, rezidă din eliminarea utopiilor specifice începutului mișcării de stânga și anume: statul nu trebuie să asigure fericirea tuturor, nu trebuie să conducă toate aspectele economice și nici nu trebuie să-și facă un scop din eliminarea tuturor inegalităților. Doctrina socială-democrată are ca principală caracteristică, la nivelul discursului, susținerea bunurilor publice, prin acest lucru accentuând rolul pe care trebuie să îl aibă statul în sfera privată. Statul, în viziunea social-democraților, trebuie să acorde asistență socială și protecție socială celor defavorizați și, totodată, să asigure un anumit nivel de cultură și educație, în acest sens, susținând accesul gratuit la diversele forme de învățământ.

### Viziunea conservatoare despre stat
Statul este o organizație politică formată din reprezentanți ai populației de pe un anumit teritoriu, care sunt investiți cu atribuții de putere, care constau în posibilitatea de a putea lua decizii obligatorii, în numele întregii populații, decizii concretizate în norme de drept sau în acte de aplicare a dreptului care, dacă nu sunt respectate de bună-voie, sunt aduse la îndeplinire prin forța de constrângere.
"Statul reprezintă ...suveranitatea unei populații numită națiune, așezată pe un teritoriu", sau "autoritatea pe care o organizație publică o deține și care-i dă libera facultate, de organizare și de creare a dreptului pe teritoriul respectiv"
Statul este o putere organizată asupra unei populații, pe un anumit teritoriu.

### Viziunea naționalistă despre stat
Articol conex: Statul Național-Legionar
Mihai Eminescu definește astfel Statul național:
„Cestiunea de căpetenie pentru istoria și continuitatea de dezvoltare a acestei țări este ca elementul românesc să rămâie cel determinant, ca el să dea tiparul acestei forme de Stat, ca limba lui, înclinările lui oneste și generoase, bunul lui simț, c-un cuvânt geniul lui să rămâie și pe viitor norma de dezvoltare a țării și să pătrundă pururea această dezvoltare”. … „Voim Statul național, nu Statul cosmopolit, nu America dunăreană. Voim ca stejarul stejari să producă, nu meri pădureți”.
Într-un amendament la proiectul de lege privind revizuirea Constituției, deputatul Gyorgy Frunda punea sub semnul întrebării prevederea „România este stat național, suveran și independent, unitar și indivizibil” din Constituția României:
Cum pot să definesc statul român ca stat național, daca statul român, la ora actuală membru al UE recunoaște puterea de decizie a Comisiei Europene de la Bruxelles sau a Curții Europene de la Strasbourg, în domenii care până acum caracterizau exclusiv statul național?